# 三鷹跨線人道橋

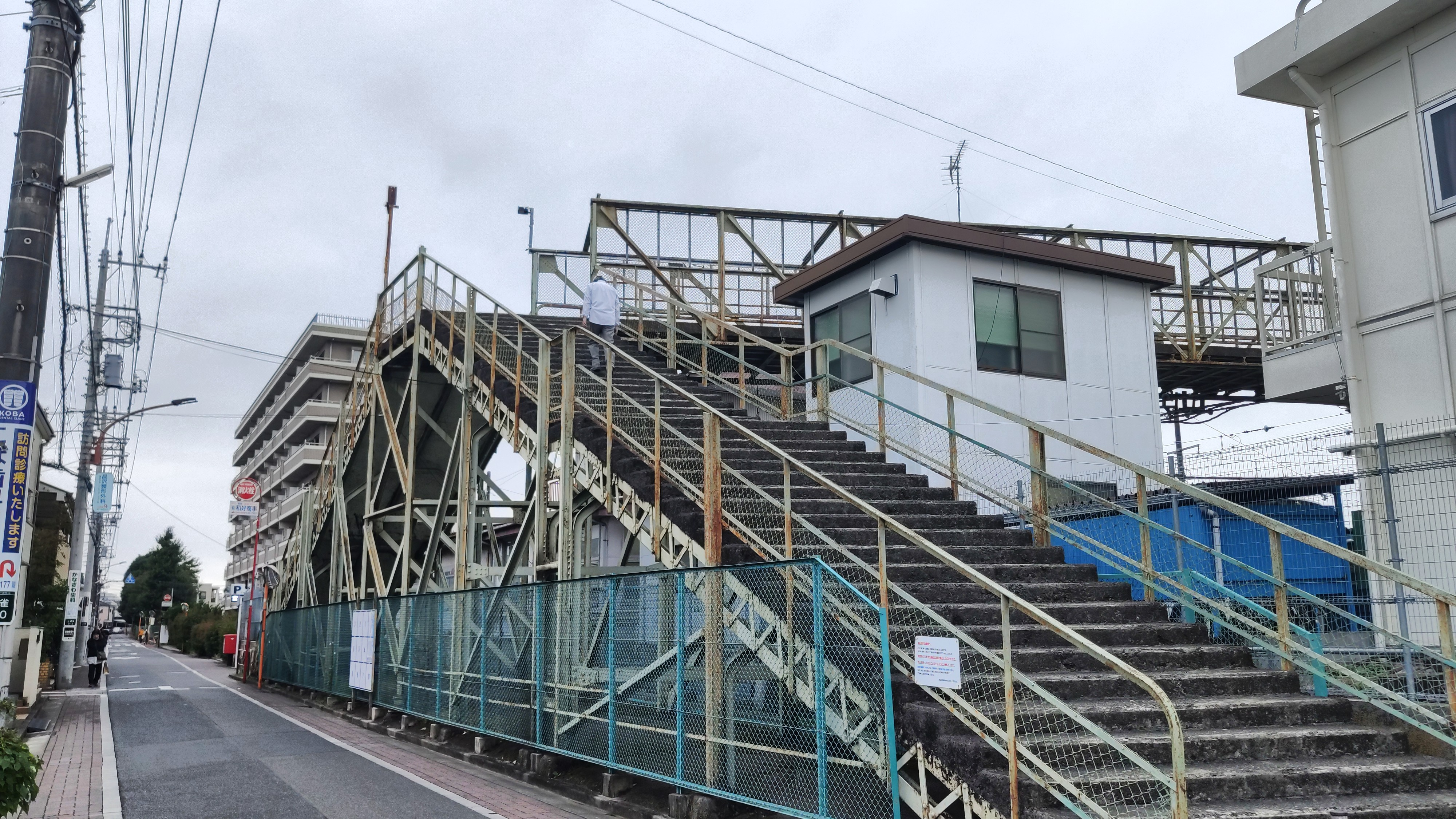
三鷹跨線人道橋

三鷹跨線人道橋（みたかこせんじんどうきょう）は、かつて東日本旅客鉄道（JR東日本）中央本線の三鷹駅 - 武蔵境駅間の線路上に架かっていた跨線橋である。三鷹駅の西約400メートルに位置していた。JR東日本の広報での表記は「三鷹こ線人道橋」である。

## 歴史

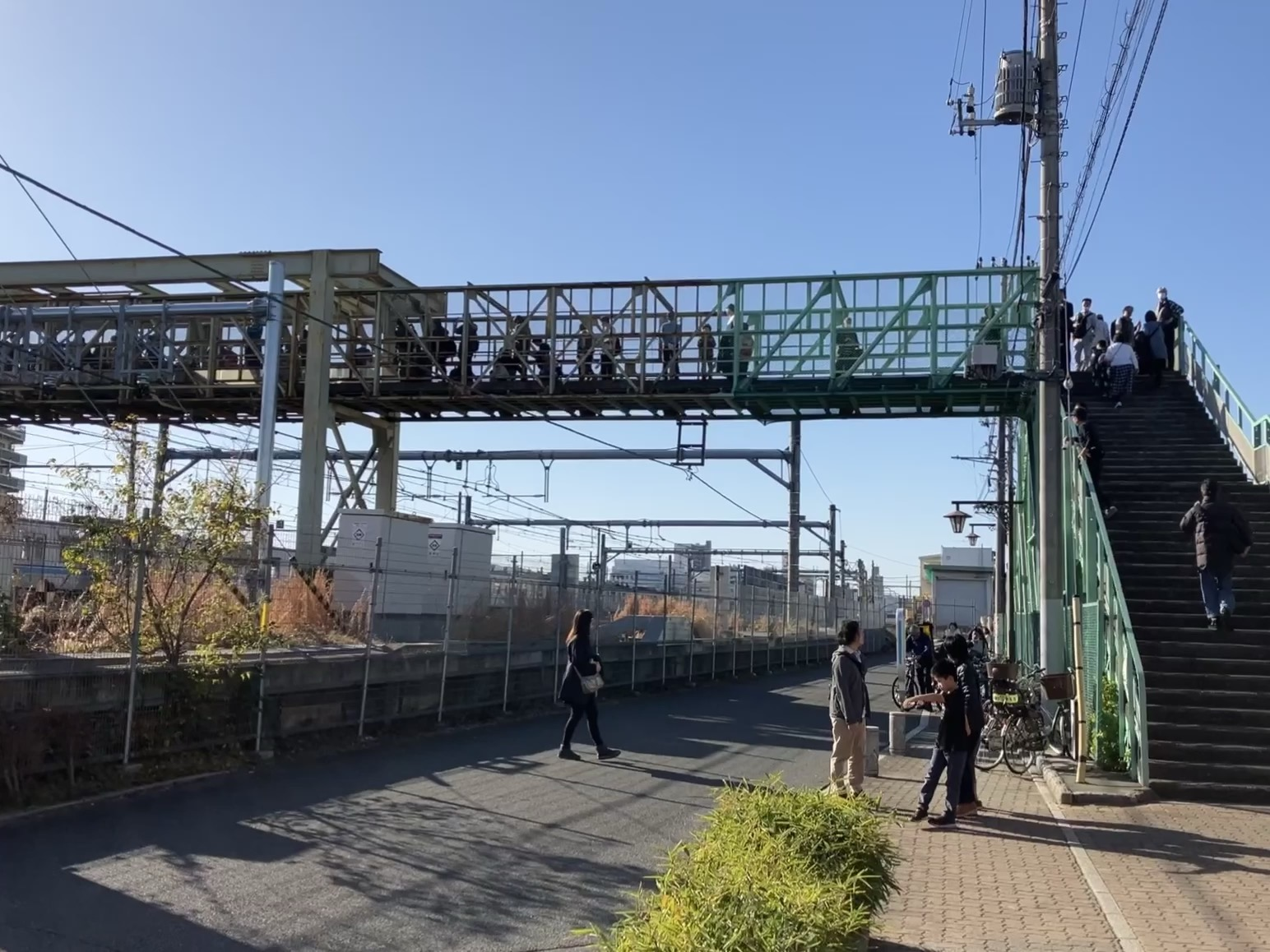
三鷹跨線人道橋（2023年12月10日撮影）

1929年（昭和4年）、旧鉄道省が三鷹電車庫（後の三鷹車両センター）を開設する際に設置された。全長93メートル、幅約3メートル、高さ約5メートル。中央線の車両や留置線、富士山を見物できる人気スポットだった。
太宰治ゆかりの地で、太宰は弟子や編集者を連れてきていたほか、写真家・田村茂がマント姿の太宰を撮影した写真の撮影場所としても知られている。
21世紀に入って老朽化が進み、2018年（平成30年）、管理していたJR東日本は三鷹市へ譲渡を提案したが、必要な耐震改修工事をすれば外観など文化的価値が損なわれ、工費も多額に及ぶなどの問題から三鷹市は譲受けを断念し、その後、安全確保の観点から2023年（令和5年）12月10日を以て閉鎖し、撤去工事が行われることとなった。
三鷹市では橋桁の一部と橋の南東側の階段の一部を記念に保存する。三鷹市では歴史調査と資料調査、映像記録作成等を行い、3DスキャンによるVRコンテンツと360度カメラによる立体映像を作成した。
橋の閉鎖・撤去以降は、三鷹駅寄りにある「堀合地下道」が代替のルートとなる。